# Hans Dachs (Historiker)
Hans Dachs (* 30. Januar 1886 in Erding; † 25. April 1966 in Regensburg) war ein deutscher Historiker.

## Leben
Hans Dachs besuchte zunächst das Benediktiner-Progymnasium in Schäftlarn und dann das Gymnasium in Freising. Nach dem Abitur studierte er von 1905 bis 1910 in München, Bonn und Erlangen klassische Philologie und Altertumswissenschaft. Nach der Promotion zum Dr. phil 1912 war er zunächst kurze Zeit Hauslehrer beim Grafen von Hutten-Czapski in Monte Carlo und Rom. 1914 siedelte er nach Regensburg über und war bis 1920 Lehrer am Mädchengymnasium der Englischen Fräulein und danach bis 1926 am Regensburger Alten Gymnasium. Er unterzeichnete am 11. November 1933 das Bekenntnis der Professoren an den deutschen Universitäten und Hochschulen zu Adolf Hitler und dem nationalsozialistischen Staat. Zuletzt war er Professor für Geschichte und geschichtliche Hilfswissenschaften an der Philosophisch-theologischen Hochschule Regensburg, ab 1926 als außerordentlicher und ab 1945 als ordentlicher Professor. Er wurde 1951 emeritiert.
Dachs war langjähriger Vorsitzender und Ehrenmitglied des Historischen Vereins für Oberpfalz und Regensburg. 

## Ehrungen
1956 wurde er mit der Albertus-Magnus-Medaille der Stadt Regensburg und 1962 mit dem Nordgau-Kulturpreis der Stadt Amberg in der Kategorie „Heimatpflege“ ausgezeichnet.
Im Äußeren Stadtwesten von Regensburg ist eine Straße nach ihm benannt.

## Schriften
- Zur Geschichte des Weinhandels auf der Donau von Ulm bis Regensburg. J. & K. Mayr 1933
- Der Umfang der kolonisatorischen Erschließung der Oberpfalz bis zum Ausgang der Agilolfingerzeit. 1936
- Die Entstehung der Stadt Hemau "auf dem Tangrintel". Pustet, Regensburg 1940
- Zur Ortsnamenkunde des Bezirkes Erding: Ein Beitrag zur altbairischen Siedlungsgeschichte, Teil 1 (= Heft 8 der Südostbayerischen Heimatstudien), Watzling: Der Inn-Isengau. 1942
- Erding. Das Werden einer Stadt. Schwank, Erding 1961.
- Regensburg. Geschichte und Denkmäler. 7., neubearbeitete Auflage. Habbel, Regensburg 1977, ISBN 3-7748-0099-5.